# Queso maasdam
El queso maasdam es un queso de los Países Bajos elaborado al estilo de los quesos suizos. Se trata de un queso elaborado con leche de vaca. Es un queso que en la fermentación proporciona unas pequeñas cavidades, debidas a la acción de la bacteria Propionibacterium freudenreichii. En algunas ocasiones se recubre de cera y da una apariencia muy similar al gouda.